# Natanz
Natanz is een plaats in de Iraanse provincie Eşfahān, op 75 km ten zuidwesten van Kashan. In 1999 had de stad zo'n 40.000 inwoners.
Nabij de stad Natanz werd de Achaemeniden-sjah Darius III door de troepen van Alexander de Grote gedood.
Natanz staat bekend om zijn keramiek.

## Nucleaire faciliteit
In Natanz bevindt zich een belangrijk onderzoekscentrum voor kernsplijting.
In 2002 onthulde klokkenluider Alireza Jafarzadeh dat Iran hier een nucleaire faciliteit gebouwd heeft waarin uraniumverrijking door middel van gas-ultracentrifuges kan plaatsvinden.
De VN Veiligheidsraad bepaalde dat Iran uiterlijk op 21 februari 2007 moest stoppen met het verrijken van uranium, maar Iran weigerde hieraan gehoor te geven.
De uraniumverrijkingsfabriek beslaat 100.000 m² en is met drie verdiepingen 8 m onder de grond gebouwd met 2,5 m gewapend beton en 22 m aarde erboven.
Dit zou plaats bieden aan 20.000 gas-ultracentrifuges waarvan 14.000 geplaatst zijn en 11.000 in werking.
In juni 2025 heeft de Israëlische luchtmacht Natanz gebombardeerd met Operatie Rijzende Leeuw. In de nacht van 21 op 22 juni 2025 heeft een B-2 Spirit bommenwerper van de United States Air Force met "Operatie Midnight Hammer" twee Massive Ordnance Penetrators afgeworpen op Natanz. Tegelijk heeft een kernonderzeeër van de Ohioklasse Natanz aangevallen met Tomahawk-kruisvluchtwapens.